# Echinopla melanarctos
Echinopla melanarctos är en myrart som beskrevs av Smith 1857. Echinopla melanarctos ingår i släktet Echinopla och familjen myror. Inga underarter finns listade i Catalogue of Life.

## Bildgalleri

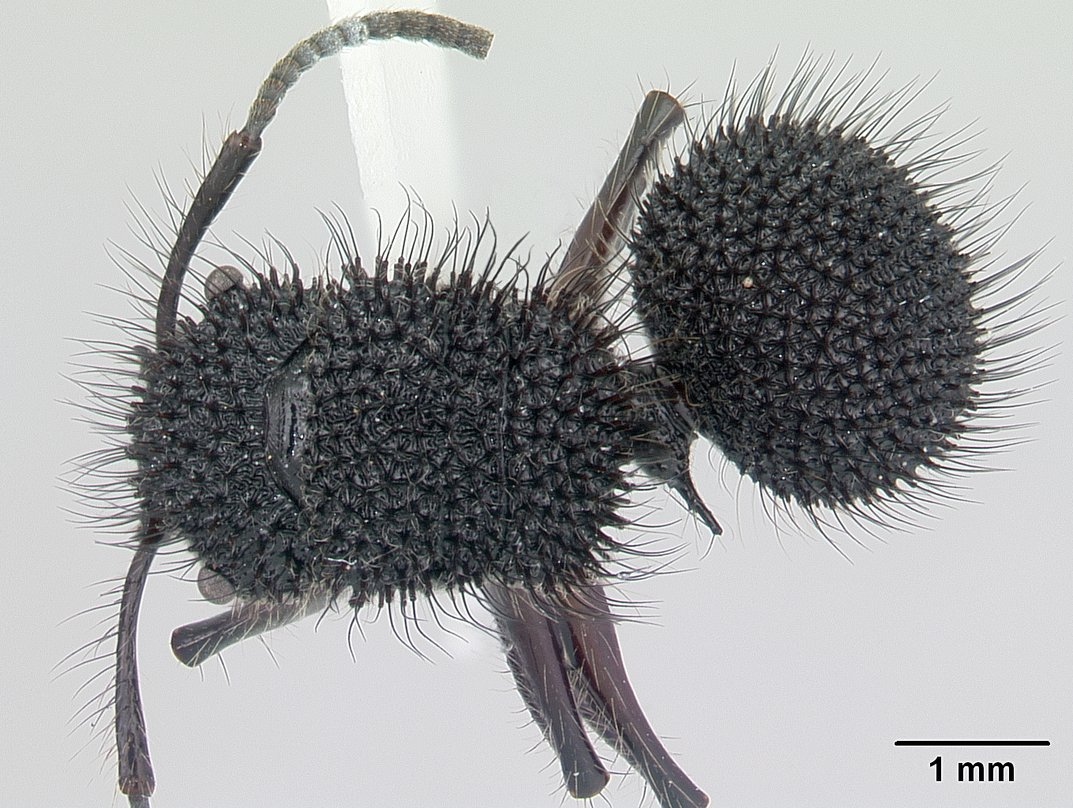
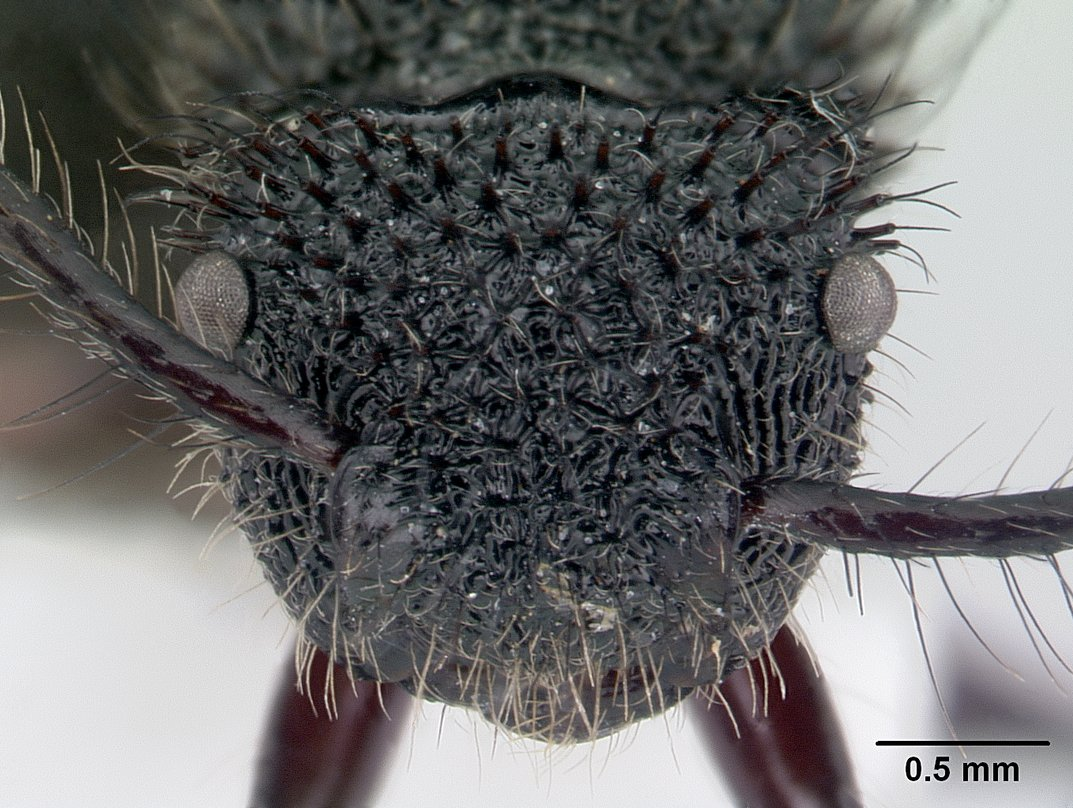
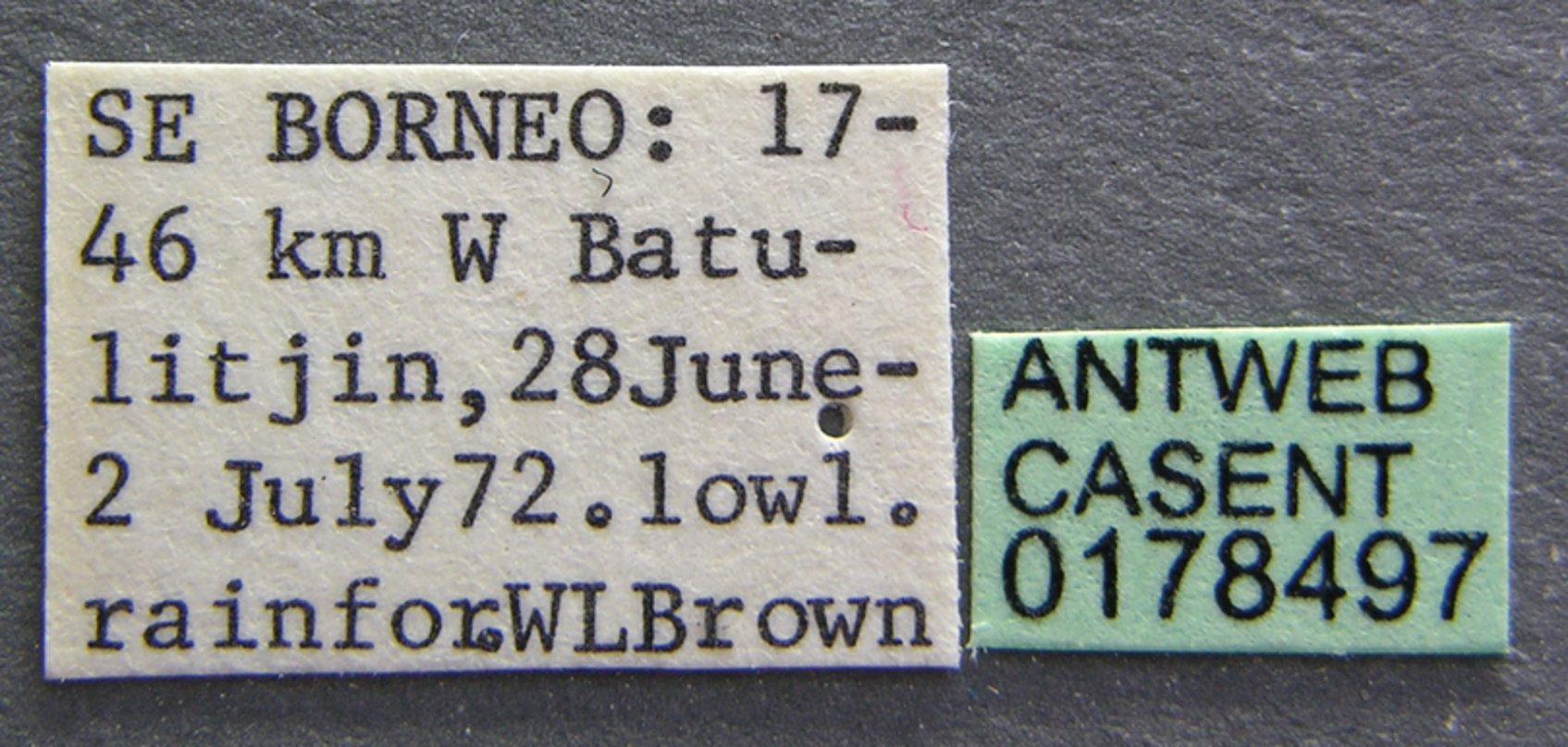
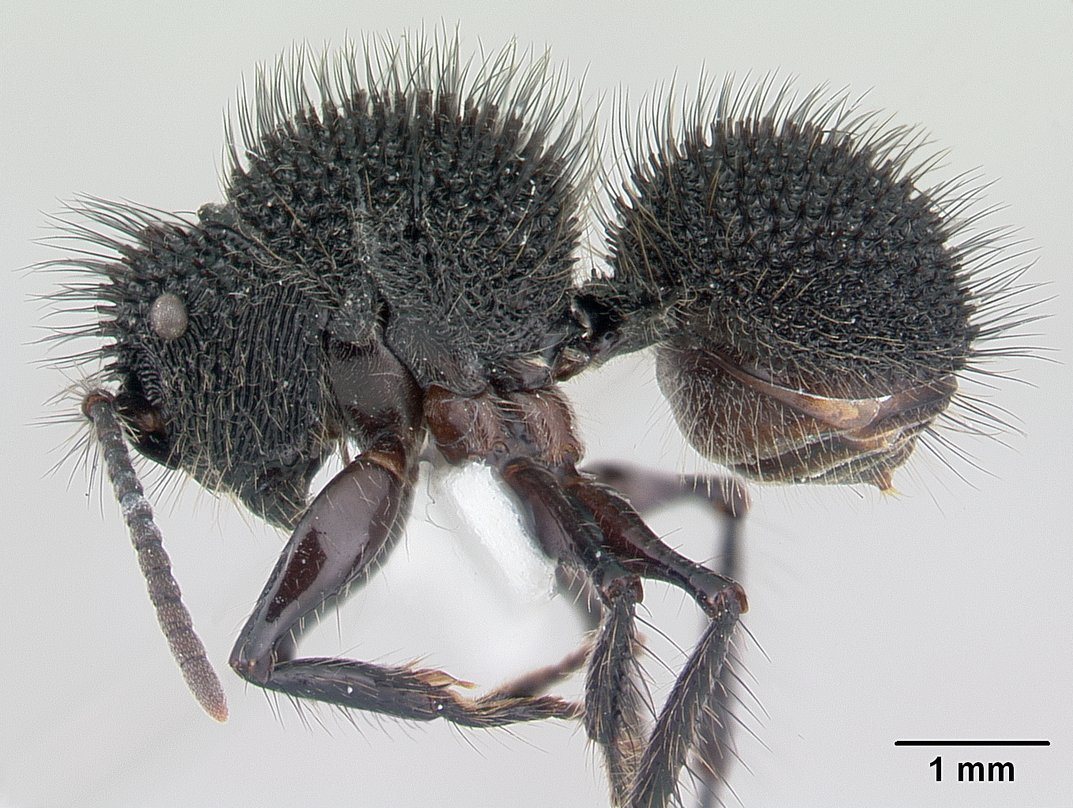